# What Planet Are You From?
What Planet Are You From? is een komische sciencefictionfilm uit 2000 van Mike Nichols met in de hoofdrollen onder meer Garry Shandling, Annette Bening en John Goodman.

## Verhaal
Een buitenaards wezen (Garry Shandling), afkomstig van een planeet met alleen maar mannen, is naar de aarde gestuurd met de opdracht om een vrouw te bevruchten en de baby mee terug te brengen. Het wezen neemt een menselijke vorm en de naam Harold Anderson aan en weet de aarde veilig te bereiken door in de lucht een vliegtuig binnen te dringen. Hij komt in contact met de voormalige drankverslaafde Susan (Annette Bening), die alleen seks met hem wil nadat ze getrouwd zijn. Ondertussen ontdekt FAA-medewerker Roland Jones (John Goodman) dat er iets vreemds is gebeurd tijdens de vlucht waarmee Harold landde en hij gaat op onderzoek uit.

## Rolverdeling
| Acteur           | Personage         | Opmerkingen                 |
| ---------------- | ----------------- | --------------------------- |
| Garry Shandling  | "Harold Anderson" |                             |
| Annette Bening   | Susan Anderson    | (later) Harolds vrouw       |
| John Goodman     | Roland Jones      | medewerker FAA              |
| Greg Kinnear     | Perry Gordon      | collega van Harold bij bank |
| Linda Fiorentino | Helen Gordon      |                             |
| Ben Kingsley     | Graydon           |                             |
| Judy Greer       | Rebecca           |                             |
| Phill Lewis      |                   |                             |
| Nora Dunn        | Madeline          |                             |
| Ann Cusack       | Liz               |                             |
| Jane Lynch       | Doreen            |                             |